# Lasiurus ebenus
Lasiurus ebenus is een zoogdier uit de familie van de gladneuzen (Vespertilionidae). De wetenschappelijke naam van de soort werd voor het eerst geldig gepubliceerd door Fazzolari-Corrêa in 1994.

## Voorkomen
De soort komt voor in het zuidoosten van Brazilië.